# الشرف (فلم)
الشرف  فيلم دراما وجريمة مصري  للمخرج محمد شعبان عام 2000 في أول أعماله في الأفلام السينمائية الطويلة، كتب السيناريو والحوار مصطفى محرم عن قصة «بيوت وراء الأشجار» للأديب محمد البساطي التي صدرت عام 1997. الفيلم من بطولة فاروق الفيشاوي، جيهان فاضل، سناء يونس ومحمد متولي  وتجري أحداث الفيلم بعد هزيمة 1967، عندما تهاجر سامية مع أخيها وزوجته، ويتم الضغط عليها للزواج من جزار، بالرغم من حبها لشاب ذهب إلى المعركة وأنقطعت أخباره.
حصل الفيلم على تسع جوائز في مهرجان الإسكندرية السينمائي الدولي من بينها جائزة أفضل فيلم وأفضل ممثل (فاروق الفيشاوي)
صدر الفيلم إلى دور العرض المصرية في 15 مارس 2000. الموافق ليوم عرفة 1420 هـ.
منح موقع قاعدة بيانات الأفلام العربية «السينما.كوم» الفيلم درجة 6.4/ 10.

## طاقم التمثيل
- فاروق الفيشاوي: في دور مسعد (الجوار)
- جيهان فاضل: في دور سامية (زوجة مسعد الثانية)
- سناء يونس: في دور حفيظه (زوجة مسعد الأولى)
- محمد متولي: في دور بركات أبو عامر (الترزي صديق مسعد)
- صلاح رشوان: في دور فتحي (شقيق سامية)
- مصطفى شعبان: في دور عامر بركات أبو عامر (الطالب الجامعي ابن الترزي)
- ماجدة زكي: في دور أمينة (شقيقة مسعد)
- عبد الله مشرف: في دور زوج أمينة
- حجاج عبد العظيم: في دور عنتر (مساعد مسعد الجزار)
- أحمد عز: في دور مجدي (المهندس المجند في القوات المسلحة، وحبيب سامية)
- إنجي شرف: في دور فاطمة (زوجة فتحي)
- عزيزة راشد: في دور أم عامر (زوجة بركات)
- لبنى محمود: في دور أم مجدي

بالاشتراك مع: ثريا إبراهيم - كمال سليمان - رندا البيشاني - غادة القاضي - الطفلة نادين محمد.

## أحداث الفيلم
تعيش سامية (جيهان فاضل) في بور سعيد مع شقيقها فتحي (صلاح رشوان) وزوجته فاطمة (إنجى شرف) وأطفالهما الصغار> ارتبطت سامية بقصة حب مع جارها الملازم مهندس مجدي (أحمد عز) واتفقا أن يتقدم لخطبتها، بعد أن ينتهي من مهمته في الجيش مطلع شهر يونية 1967. تبددت الأحلام بعد وقوع حرب 5 يونية 1967، ويضطر أهل بورسعيد للهرب من القصف الإسرائيلي. لجأ البعض للمدن المجاورة، وقامت الحكومة بتهجير الباقين، وكان نصيب عائلة سامية، الإقامة في حجرة بمدرسة مع عائلة أخرى، بعد وضع حاجز من ملاءات الأَسرَّة بينهما. عانت سامية وأسرتها من الازدحام، وشيوع دورات المياه، وتعرضت سامية للتحرش من شباب ورجال المهجرين. حاول شقيقها فتحي (صلاح رشوان) إيجاد مصدر للرزق، حيث قام ببيع مأكولات الفقراء على قارعة الطريق، مما عرضه للبلطجي والقواد بكري (كمال سليمان). التقى الجزار مسعد (فاروق الفيشاوي) بسامية، وأعجب بجمالها وبياض بشرتها، فحلم بها بديلا لزوجته حفيظة (سناء يونس) التي تزوجها في لحظة فقد فيها عقله، وقرر طلاقها ليتزوج من سامية، وللوصول لذلك قام بحماية فتحي من بطش بكري، كما أتفق مع فتحي على السماح له باستئجار محلاً في العمارة التي يمتلكها مع شقيقته أمينة (ماجدة زكي). تقدم مسعد للزواج من سامية، فوافق فتحي ورفضت سامية، لأنها مازالت في إنتظار عودة حبيبها مجدي الذي انقطعت أخباره منذ بداية الحرب، وتأكد الجميع أنه فقد في المعركة، ولكن ساميه ظلت متمسكة بالأمل، غير أن إلحاح فتحي وزوجته فاطمة عليها بالموافقة، وما رأته مما حدث لجارتها ببورسعيد نبيلة (راندا البيشاني) التي اضطرت لممارسة البغاء تحت سيطرة القواد بكري، من أجل إعالة أطفالها، بالإضافة لوالدتها (لبنى محمود) التي نصحتها بالالتفات لمصلحتها، لذلك وافقت على الزواج من مسعد، لتقيم في شقة مستقلة. أكتشفت سامية أن مسعد لا يريدها إلا في الفراش، فهو اما في عمله أو يتعاطى المخدرات مع صديقه الترزي بركات أبو عامر (محمد متولي) وزوج شقيقته عبد الله (عبد الله مشرف). تخلص مسعد من شقيق زوجته فتحي متحججاً برغبته في بيع العقار، وهكذا رحل فتحي وزوجته لمدينة أخرى. قامت أمينة شقيقة مسعد، بزيارة سامية لترجوها أن يمنحها مسعد نصيبها من الميراث، فلما تحدثت سامية مع مسعد غضب وسبها وانهال عليها ضرباً.
كان "عامر بركات" (مصطفى شعبان) الطالب الجامعي، يعاني من والده الترزي الذي لا يتفهم تحركات الشباب وإشتراكهم في مظاهرات الغضب. وكان يذهب إلى بيت "مسعد" الذي أشرف على تربيته صغيرا، وكان يعتبره إبنه، حتى أصبح "عامر" قريبا من "سامية"، كشاب في مثل سنها، ووقع في حبها وصارحها بحبه. صدته "سامية" كثيراً، ولكنها لم تستطع المقاومة. أكتشف "مسعد" علاقة زوجته بعامر عندما رآها في أحضانه، وهاجمهم وقام بحبس "سامية" في حجرة المخزن وسارع بمطاردة "عامر". ترك "مسعد" زوجته حبيسة في حراسة "أمينة" التي انتهزت الفرصة واستولت على مصاغ "سامية" وملابسها، وبحثت عن مستندات الميراث بالمنزل. عاد "عامر" لإنقاذ "سامية"، وتسلل للحجرة من السقف فسقط سجيناً معها. حضر "مسعد" ودار الصراع بينه وبين "عامر" لتشتعل النار في القش الذي يملأ حجرة المخزن، ويحضر "عبد الله" أثناء الصراع، ويغلق الحجرة على الجميع، وينطلق مع زوجته "أمينة"، بينما يحاول "مسعد" و"سامية" و"عامر" الخروج بعيدا عن النيران دون جدوى.

## إنتاج الفيلم
قال مخرج «الشرف» محمد شعبان: «استهوتني رواية محمد البساطي "بيوت وراء الأشجار" حينما قرأتها أول مرة، واشتريت حقها للسينما، وكنت منشغلا في مشروع فيلم آخر مع كاتب السيناريو مصطفى محرم، وعندما قرأت الرواية طلبت تأجيل مشروعنا، وبعد أن قرأ مصطفى محرم القصة كان له بعض التحفظات ذلك لأن البساطي قدم أحداثا مازالت في ذاكرتنا، وربط بين تفاصيل النكسة على المستوى العام والمستوى الخاص من خلال بيئة عايشها بنفسه.» اهتم المخرج محمد شعبان بتصوير تفاصيل البيئة الواردة في الرواية ومشاهد التهجير الجماعي. لم يكن الأمر سهلا. قدم محمد شعبان الممثلة جيهان فاضل كوجه سينمائي جديد في دور رئيسي، وحصلت على جائزة لجنة التحكيم الخاصة. قال محمد شعبان: «كان توجيهي لجيهان ألا تبالغ في انفعالاتها ويكون تعبيرها داخلي بالوجه والصوت المنخفض بل وأحيانا بالهمس والأنفاس.» وعن دور الممثل مصطفى شعبان قال المخرج: «هو رمز للشباب وثورتهم لأول مرة على (الزعيم) عام 1968 ورفضهم للهزيمة ونتائج محاكمة ضباط الطيران». وعن نهاية الفيلم قال المخرج: «رد فعل طبيعي للإحباط العام الذي كان يسود مصر في تلك الفترة..... ووجدت أن تلك النهاية هي الأنسب، فأن مجتمعا بهذا التفسخ في العلاقات وحجم الإحباط الكبير لا يمكن أن يستمر على هذا الفساد، وكانت تلك النهاية هي نهاية علاقتي مع مصطفى محرم نفسه.» وهنا يشير إلى أنه قام بتغيير نهاية الفيلم عما كتب مصطفى محرم.

## استقبال الفيلم
كتب كمال رمزي على موقع صحيفة الشروق في 25 يوليو 2012: «في الأجواء القاتمة لحرب 1967، تدور أحداث"الشرف" بطلة الفيلم الرقيقة، الجميلة، ابنة بور سعيد، بأداء ناعم، متفهم، من جيهان فاضل، تغادر مع شقيقها وزوجته، مدينتها الحبيبة، ليلا، عبر البحيرة، مع الآخرين، إلى مدرسة للإيواء يكون نصيبها نصف فصل، تسكنه مع أسرتها. المكان ضيق وخانق، تتزوج مجبرة بمن لا تحب، وحين يخفق قلبها بحب آخر، ينكشف أمرها. تحبس في حجرة ضيقة، يحاول حبيبها إنقاذها، لكن لمبة الجاز تقع في الحجرة ليمسك لهيبها بأكوام القش. ينتهي "الشرف" بنيران تزداد اشتعالا. وفيما يبدو أن الجمهور لا يحب مشاهدة هزائمه على الشاشة، وبالتالى لم يحقق الفيلم نجاحا يعتد به.»
حصل الفيلم على تسع جوائز في مهرجان الإسكندرية السينمائي الدولي من بينها جائزتا العمل الأول (جائزة تمنح للمخرج الذي حصل عمله الأول على التقدير) من لجنة التحكيم الدولية ولجنة تحكيم مسابقة الأفلام المصرية، كما فاز الفيلم بجائزتي أحسن فيلم وأفضل ممثل لفاروق الفيشاوي.

## عن قصة الفيلم
ترجمت "أوديج لامبير" رواية الكاتب المصري محمد البساطي "بيوت وراء الأشجار" لدار نشر اكتوسيد. كان عنوان الطبعة الفرنسية «وراء الأشجار» ومن المعروف أن هذه الرواية تتناول ما حدث لأسرة بورسعيدية أثناء تهجيرها في حرب 1967. وتبدو الرواية وكأنها لا تحكي شيئا غير أنه تحت السطح الهادئ تضطرم النار وتغلي الأعماق.
كتب صبري حافظ على موقع المجلة الشهرية «الكلمة» عدد أكتوبر 2012 متحدثاً عن رواية «بيوت وراء الأشجار»: «تنطوي في أعماقها عما جرى لمصر حينما أخفقت في غسل عارها بعد هزيمة 1967، وعجزت في الوقت نفسه عن الحياة مع هزيمتها فانهار كل شئ.»

## وصلات خارجية
- الشرف على موقع IMDb (الإنجليزية)
- الشرف على موقع الدهليز
- الشرف على موقع قاعدة بيانات الأفلام العربية
- الشرف على موقع قاعدة بيانات الفيلم (الإنجليزية)
- الشرف على موقع الدهليز
- الشرف على موقع كاروهات

https://www.goodreads.com/ar/book/show/5952170 الشرف (فيلم)